# Kuhn, Loeb & Co.
Kuhn, Loeb & Co. war eine US-amerikanische Investmentbank mit Hauptsitz in New York. Sie wurde 1867 von Abraham Kuhn und Salomon Loeb gegründet, wobei Loebs Vermögen von 500.000 Dollar das Startkapital bildete. Zunächst handelte das Unternehmen hauptsächlich mit Staatsanleihen.

## Aufstieg des Bankhauses
Mit dem wachsenden wirtschaftlichen Erfolg traten schon bald weitere Partner in die Bank ein, unter ihnen Jakob Heinrich Schiff aus Frankfurt am Main. Auf Grund seiner Kenntnisse und seines Netzwerkes im deutschen Finanzmarkt konnte Schiff erhebliches Kapital für aufstrebende amerikanische Unternehmen anziehen. Dieser Umstand ließ ihn bis 1885 zum unumstrittenen Leiter von Kuhn, Loeb & Co. aufsteigen. Unter Schiffs Führung wuchs das Bankhaus um die Wende von 19. zum 20. Jahrhundert zu einer der einflussreichsten Investmentbanken in den USA heran. Dies beruhte vor allem auf der engen geschäftlichen Verbindung von Kuhn, Loeb & Co. mit der stark expandierenden amerikanischen Eisenbahnindustrie.
Die Bank erwarb sich 1897 in der Bankenwelt Ansehen, als es ihr gelang, das Konkursverfahren der Union Pacific Railroad zu beenden und E. H. Harriman die Kontrolle über die Bahngesellschaft zu ermöglichen. Loeb, Kuhn & Co. unterstützte Harriman auch 1901 bei dessen Kampf gegen die von J. P. Morgan und James J. Hill beherrschte Great Northern Railway um die Übernahme von Northern Pacific Railroad. 1902 arrangierte die Bank schließlich ein Zusammengehen der Kontrahenten und die Zusammenfassung ihrer Anteile an der Great Northern Railway und der Northern Pacific Railroad in einem Trust, der Northern Securities Company.
Kuhn, Loeb & Co. finanzierte auch in anderen Wirtschaftsbereichen stark wachsende Unternehmen, z. B. Western Union, Westinghouse Electric und Polaroid Corporation. Bei Industrieanleihen wurde sie so zu einem der bedeutendsten Konkurrenten von J.P. Morgan & Co.
Kuhn, Loeb & Co. legte zudem Staatsanleihen auf, sowohl für die USA, als auch für viele ausländische Staaten. Bekannt wurde in diesem Zusammenhang insbesondere der Verkauf japanischer Anleihen zur Finanzierung des Russisch-Japanischen Kriegs 1904–05.
Während des Ersten Weltkriegs begab Kuhn, Loeb & Co. auf Anweisung von Jacob Schiff nur Anleihen zur Finanzierung humanitärer Aufgaben. Nach dem Tod von Schiff im Jahr 1920 wurde das Bankhaus von Otto Hermann Kahn und Felix M. Warburg geführt. Beide Männer hatten sich bereits unter Jacob Schiff als fähige Nachfolger erwiesen.

## Die Zeit nach dem Zweiten Weltkrieg und Niedergang
Nach dem Zweiten Weltkrieg verschlechterte sich die Wettbewerbsposition der Bank allmählich, da sie nicht mehr mit der sich schnell wandelnden Investmentbranche mithalten konnte. Immer härtere Geschäftspraktiken verdrängten zunehmend den traditionellen „Gentleman-Banker“. 1977 sah sich Kuhn, Loeb & Co. schließlich gezwungen, mit der Investmentbank Lehman Brothers zu fusionieren. Das neue Unternehmen hieß „Lehman Brothers, Kuhn, Loeb Inc.“. Diese Bank wurde 1984 wiederum von American Express erworben und mit dessen Investmentbanking-Sparte „Shearson“ verschmolzen. Da American Express seine neue Investmentbank-Tochter „Shearson Lehman“ nannte, ging der Name „Kuhn, Loeb“ für immer verloren.